# 岩崎良祐
岩崎 良祐（いわさき りょうすけ、1992年4月22日 - ) は、日本の俳優である。千葉県出身。エンターテイメントボーイズユニットEMBLEMの元メンバー。株式会社GFAを2022年12月31日付けにて契約終了につき退所。2023年よりフリーランスとして活動。

## 人物
- HT177cm、WT62kg、B90cm、W68cm、H90cm、S27cm、O型
- 愛称は、りょうりょう、りょうちゃん、岩ちゃん（がんちゃん）など。
- 趣味は読書、歌うこと[1]
- 特技はバスケットボール、コーヒードリップ、蹴り技アクション[1]

## 主な出演

### 映画
- 『現代版 怪奇百物語』[2]（2019年製作、監督：松本了）
- 『MISSION IN B.A.C. THE MOVIE ～幻想と現実の an interval～』[3]（2020年10月一般公開、監督：山口ヒロキ） - 調査官・岩渕岳 役

### テレビドラマ
- テレビ東京『御茶ノ水ロック』第6話・第7話（2018年1月 - 3月） - 藤村 役

### テレビ番組
- NHK『ファミリーヒストリー SAM（TRF）～医師の家系に生まれて 亡き父の思い』（2018年11月26日） - 若い頃のSAM（TRF） 役

### ＣＭ
- ドミノ・ピザ TVCM『As You Like Delivery（どのメニューでも、いくつからでもver.）』[4]（2021年1月）
- ZOZOTOWN WEBCM『ZOZOGLASS 肌の色がわかる。わたしのコスメが見つかる。』[5]（2021年1月）

### 舞台
- 『レディー・ゴー！ 』（2012年10月・池袋GEKIBA） - 大田 役
- 舞台『弱虫ペダル』インターハイ篇 The First Result（2013年8月 - 9月・サンシャイン劇場 他） - パズルライダー
- オトメステージVol.2『擬人カレシ～けもみみ大作戦！？～』（2014年12月・新宿村LIVE） - ユーマ 役
- 舞台版『誰かこの状況を説明してください！〜契約から始まるウェディング〜』（2016年7月・萬劇場） - カルタム 役
- 2.5次元ダンスライブ『ツキウタ。』ステージ TRI!『SCHOOL REVOLUTION!』Ver.BLACK（2017年3月・ Zeppブルーシアター六本木） - 岡崎章介 役
- ONE PIECE LIVE ATTRACTION "3" 『PHANTOM』（2017年4月 - 2018年4月・東京ワンピースタワー） - サンジ 役
- アドリブ心理劇『レジスタンスイレブン』（2018年6月・全労済ホール スペース・ゼロ）
- 爆走おとな小学生『勇者セイヤンの物語〜ノストラダム男の大予言〜』（2018年7月・CBGKシブゲキ!!） - ノソップ 役
- 『Over Smile』（再演）（2018年9月・CBGKシブゲキ!!） - 恵太 役
- 東京ワンピースタワー × DAZZLE イマーシブシアター『時の箱が開く時』[6]（2018年9月・東京ワンピースタワー） - サンジ 役
- アドリブ心理劇『レジスタンスイレブン～クリスマスを守り抜け～』（2018年12月・コフレリオ新宿シアタ―）
- 『GFA祭2018』朗読劇 少年魔法士（2018年12月、浜離宮朝日小ホール） - 敷島勇歌 役
- 東京ワンピースタワー × DAZZLE イマーシブシアター『時の箱が開く時』（再演）[7]（2019年1月・東京ワンピースタワー） - サンジ 役
- ミュージカル『悪ノ娘』[8]（再演）（2019年4月） - アルカトイル 役
- 舞台『信長の野望・大志 夢幻 〜本能寺の変〜』（2019年5月・シアター1010 他） - 真田信幸 役
- 舞台『男子はつらくないよ？？』[9]（2019年8月・有楽町よみうりホール） - リョウジ 役
- PUPA musical『夢幻泡影シリーズ』第一弾『夢』[10]（2019年10月-11月・新宿村LIVE） - 田口渉 役
- 舞台『DARKNESS HEELS～THE LIVE～』SHINKA（2019年12月・ＣＢＧＫシブゲキ!!） - ダッシュ･ロレッテ 役
- 企画演劇集団ボクラ団義『re-call』（再演）（2020年2月-3月・新宿村LIVE） - 佐倉祐一（大学生） 役
- アグレッシブ ダンス ステージ『DEAR BOYS』（2020年4月・Mixalive TOKYO Theater Mixa） - 玉置直也 役 ※新型コロナウイルス感染症拡大に伴う緊急事態宣言により全公演中止[11]
- スマホ連動"ヒロイン体験朗読劇"『特別捜査密着24時』from 100シーンの恋＋（2020年7月・R'sアートコート） - 京橋克之 役
- 音楽劇『モンテ・クリスト伯』〜黒き将軍とカトリーヌ〜（2020年8月・明治座） - ベネデット/アンドレア・カヴァルカンティ 役
- 舞台『逆転裁判 ～逆転のパラレルワールド～』（2021年5月・シアター1010） - 矢張政志 役 ※新型コロナウイルス感染症拡大に伴う緊急事態宣言延長により全公演延期[12]
- Reading Theater『心理試験』[13]（2021年6月・浅草花劇場） - 斉藤勇 役
- 舞台『攪拌』（2021年7月・日暮里d-倉庫） - 表河ひとし（内藤優樹） 役・主演
- 舞台『One Night Butterfly』[14]（2021年8月・有楽町よみうりホール 他[15]） - 植木田亮 役
- 舞台『いざ、生徒総会』（2021年9月・日暮里d-倉庫） - 岩崎 役
- 舞台『時が巡る金木犀』[16]（2021年11月・コフレリオ新宿シアター） - 白鳥直哉 役
- 舞台『悪役令嬢ですが攻略対象の様子が異常すぎる 異禄Side：R』[17]（2022年2月・BIG TREE THEATER） - ロベルト・ワイズ 役
- ±0第四回本公演『欲動と動乱』[18]（2022年5月・シアター風姿花伝） - タイヨウ 役
- 舞台『篝火に浮かぶ鬼灯』[19]（2022年7月・コフレリオ新宿シアター） - 鶴田賢人 役
- 舞台おぶちゃ５周年記念公演『葬送曲』[20]（2022年9月-10月・中目黒キンケロ・シアター） - ケンチン/ソウタ/コウジ 役
- Estragon第一回公演 朗読劇『はなときず』（2022年10月・キーノート・シアター） - 牧野葉 役
- あ・うん♡ぐるーぷ二〇二二 美しすぎる時代劇『日本橋』二幕（2022年12月・座･高円寺2） - 笠原信八郎/大垣/佐吉 役
- 舞台『淡海乃海-天下静謐の雫となりて-』（2024年5月-6月・草月ホール） - 三好義興 役[21]

### イベント
- KLEE FES『俳優×芸人＝どうなりますかライブ！？』vol.7（2018年4月29日・B-BOX）

### その他
- 動画配信アプリ《WATCHY》ショートドラマ『あの夜からキミに恋してた』（2019年）